# Tim Armstrong (Eishockeyspieler)
Tim Armstrong (* 12. Mai 1967 in Toronto, Ontario) ist ein ehemaliger kanadischer Eishockeyspieler, der von 1984 bis 1991 unter anderem für die Toronto Maple Leafs in der National Hockey League gespielt hat.

## Karriere
Tim Armstrong begann seine Karriere als Eishockeyspieler bei den Toronto Marlboros, für die er von 1984 bis 1987 in der Ontario Hockey League aktiv war. In dieser Zeit wurde er im NHL Entry Draft 1985 in der elften Runde als insgesamt 211. Spieler von den Toronto Maple Leafs ausgewählt. Für deren Farmteam, die Newmarket Saints, lief er bis 1990 hauptsächlich auf. Einzig in der Saison 1988/89 absolvierte Armstrong elf Spiele in der National Hockey League für die Maple Leafs, in denen er ein Tor erzielte. Nachdem er die Saison 1990/91 bei den Binghamton Rangers in der AHL begonnen hatte, stand er in fünf Partien für die VEU Feldkirch in Österreich auf dem Eis, wo er bereits im Alter von 24 Jahren seine Karriere beendete.